# Cube 2: Sauerbraten
Sauerbraten és, al mateix temps, un videojoc i un motor de videojoc per a videojocs d'acció en primera persona. Està publicat com a programari lliure.
En el videojoc s'inclouen escenaris, personatges, armes, textures i models tridimensionals.
A causa que Sauerbraten es troba en permanent desenvolupament actiu i, encara que és totalment jugable i presenta un considerable nivell de desenvolupament, el joc pot tenir evolucions que poden no estar recollides en aquest article.
L'última versió s'anomena "Collect Edition" i va ser publicada el 4 de gener de 2013.

## Precedents
Sauerbraten està basat en el videojoc Cube, compartint a més els seus objectius de disseny i la seva filosofia. No obstant això, mentre que els mapes de Cube posseeixen una estructura que no permet la superposició de 2 àrees del mapa a diferents altures, Sauerbraten elimina aquesta limitació oferint mapes totalment tridimensionals.

## Creació i edició de mapes de joc
Tant Sauerbraten com Cube pretenen introduir un nou concepte en l'edició dels mapes 3D en els quals es desenvolupen les partides. Ambdós jocs estan dissenyats per permetre la modificació d'aquests mapes directament des del mateix motor. Prou prémer un botó a la meitat del joc per entrar en la manera d'edició i poder modificar qualsevol estructura de l'entorn de joc de forma molt més senzilla enfront dels sistemes habituals de creació i edició en altres motors de joc.

## Tipus de joc
És possible jugar tant en solitari com juntament amb altres jugadors, i també a través d'internet.

### Sistema per a un jugador
En la manera per a un jugador el joc ofereix una sèrie de mapes, armes i enemics similars a altres jocs del mateix gènere. El jugador s'enfronta a una llista de criatures i dimonis de variada naturalesa. Molts d'ells presenten similituds amb alguns dels enemics de Doom.
És possible jugar en 2 maneres de joc diferents per a un jugador:
- Manera SP (Singleplayer): manera molt similar a la resta de jocs d'acció per a un jugador. Diferents enemics i objectes es troben estratègicament distribuïts pel mapa en llocs determinats. Els enemics només detectaran al jugador si aquest es troba en el seu camp de visió. L'objectiu és finalitzar el recorregut del mapa amb vida.
- Manera DMSP (Deathmatch Singleplayer): en aquesta altra manera, 10 segons després d'iniciada la partida, una quantitat determinada d'enemics (en funció del nivell de dificultat) començarà a aparèixer ràpidament i es disposarà a perseguir al jugador. Hi ha objectes que reapareixen constantment en posicions fixes del mapa per proporcionar al jugador subministraments constants de munició i punts de vida. L'objectiu és exterminar a tots els enemics.

### Sistema multijugador
En la manera de joc multijugador apareix un dinamisme considerable i, en comparació d'altres jocs del mateix gènere, en Sauerbraten no s'experimenta amb prou feines lag, gràcies a la seva característica arquitectura client-servidor.
El sistema multijugador permet jugar en les següents maneres de joc diferents:
- Free for all: tots contra tots.
- Coop edit: edició de mapes cooperant en grup.
- Duel: duels 1 contra 1 (la resta de jugadors en la partida observen els combats fins que a cadascun li arriba el seu torn per combatre).
- Teamplay: joc per equips.
- Instagib: no apareixen objectes, però tot jugador posseeix 100 bales de rifle i només 1 punt de vida.
- Instagib team: com l'anterior però per equips.
- Efficiency: no apareixen objectes, però tot jugador posseeix totes les armes, munició completa i una armadura groga.
- Efficiency team com l'anterior però per equips.
- Insta sorra com instagib però cada jugador quedarà apartat del joc en ser eliminat fins que solament quedi un jugador amb vida, el guanyador de la ronda (els jugadors apartats queden observant el joc).
- Insta clan sorra com l'anterior però per equips, l'equip que quedi amb vida eliminant a l'un altre guanya la ronda.
- Tactics sorra
- Tactics clan sorra
- Capturi
- Capturi the flag Captura la bandera.

#### Arquitectura client-servidor
La comunicació entre els jugadors de Sauerbraten per a jocs multijugador està basada en relacions entre clients pesants i un servidor lleuger. De tal manera que el jugador que actua com a servidor no necessita invertir massa potència en el seu microprocessador ni requereix el suport d'una alta velocitat de connexió, ja que la major part de les operacions es realitzen entre els clients de cada jugador.
Mentre que d'una banda això presenta grans avantatges, perquè és molt més fàcil obrir servidors on no existeixi lag entre els jugadors, també apareix l'inconvenient que seria senzill alterar el comportament d'un dels clients per introduir paranys en el joc i donar avantatges al jugador del client modificat.
No obstant això, actualment no existeix major problema en aquest aspecte. No han aparegut sospites d'aquest tipus de paranys. Les partides solen realitzar-se en un ambient de confiança. No obstant això s'està considerant la inclusió d'algun sistema social que permeti trobar jugadors de confiança amb els quals jugar amb garantia.